# Схондейке
Схондейке (нід. Schoondijke) — село в нідерландській провінції Зеландія. Входить до муніципалітету Сльойс.
Його площа становить 13,58 км², а населення станом на 2021 рік складало 1 360 осіб.
До 1970 року мало статус окремого муніципалітету.

## Галерея

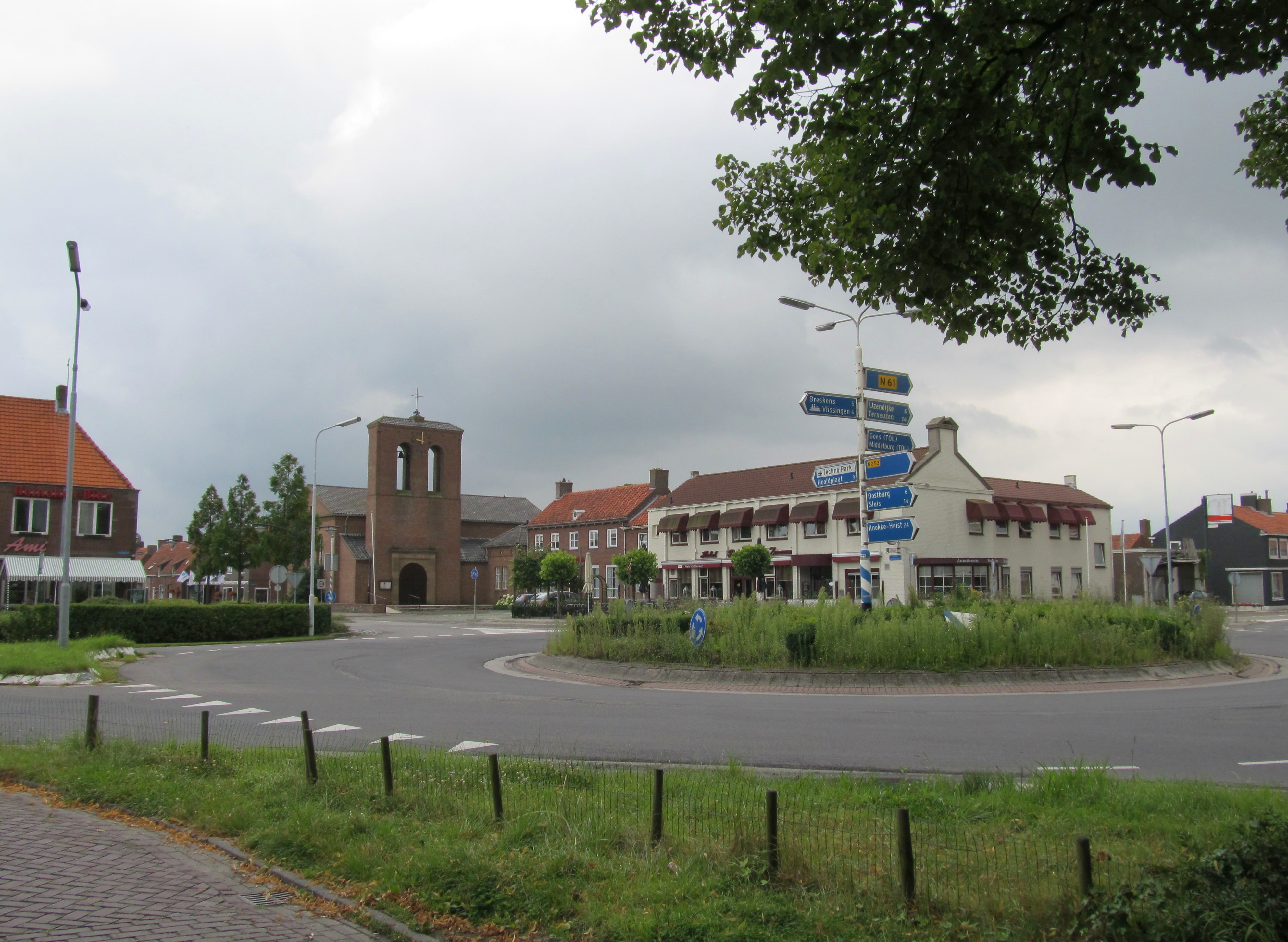
Сільська панорама
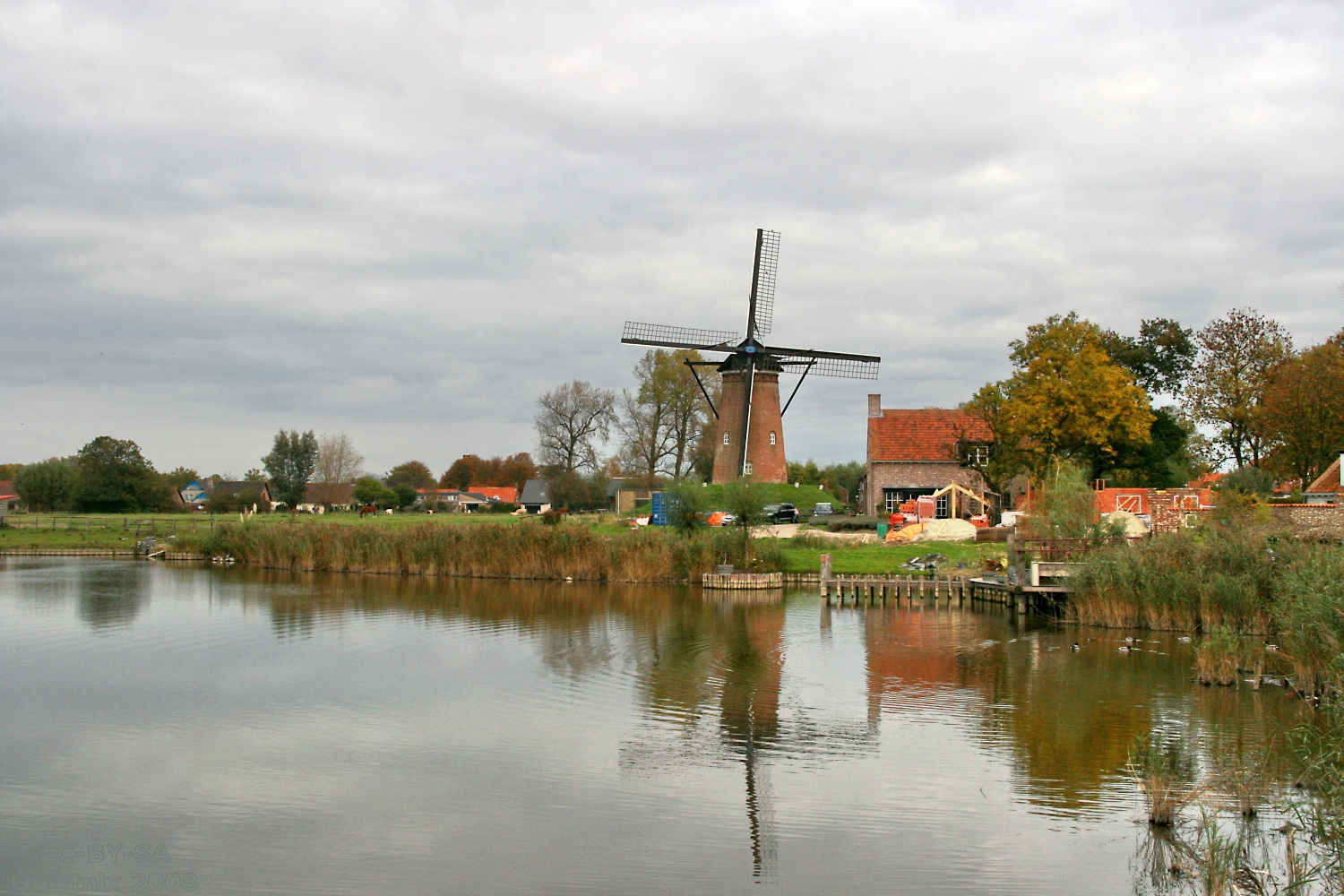
Вид на вітряк Hulster Molen